# Sissel Vogelmann
Sissel Emilia Vogelmann (Torino, 3 settembre 1935 – Oświęcim, 6 febbraio 1944) è una vittima dell'Olocausto.
Morì nel campo di concentramento di Auschwitz.

## Biografia
Sissel era figlia di Schulim Vogelmann e di Anna Disegni, insegnante; viene chiamata con i nomi delle nonne. Arrestata insieme al padre e alla madre il 20 dicembre 1943 a Sondrio, mentre tentavano di rifugiarsi in Svizzera, venne dapprima detenuta in un campo d'internamento nei pressi di Firenze e poi nel Carcere di San Vittore di Milano
Da qui, il 30 gennaio 1944 fu caricata insieme ai genitori sul convoglio numero 6 partito dal binario 21 della Stazione di Milano e deportata nel campo di sterminio di Auschwitz, dove morì nella camera a gas a 8 anni, il giorno stesso del suo arrivo, il 6 febbraio 1944. Con lei morì anche la madre; a salvarsi fu suo padre, unico ebreo italiano a sopravvivere grazie alla lista di Oskar Schindler.

## Cultura di massa
La storia di Sissel (che prende il nome di Alba nel libro ha ispirato La foto sulla spiaggia ("L’idea del romanzo mi è venuta pensando a Sissel Vogelmann, una bambina morta ad Auschwitz. I suoi occhi si spensero il 6 febbraio 1944 insieme a quelli della madre, Anna Disegni"), romanzo scritto da Roberto Riccardi, generale dell'Arma dei Carabinieri, che immagina l'adolescenza che Sissel avrebbe potuto avere se fosse rimasta in vita. Sulla copertina appare Sissel, in una foto sulla spiaggia, all'età di 4 anni
Il fratellastro Daniel le dedica il volume Cinque piccole poesie per Sissel pubblicato da La Giuntina di Firenze nel 1990. Le poesie vengono tradotte in inglese da Lynne Sharon Schwartz e inserite all'interno di Second Generation Voices: Reflections by Children of Holocaust Survivors and Perpetrators di Alan L. Berger e Naomi Berger, Syracuse/New York 2001.
A Sissel Vogelmann è dedicato il contenuto speciale Binario 21 dell'opera multimediale Destinazione Auschwitz - viaggio nella fabbrica dello steriminio, DVD e libro, prodotta in collaborazione con l'Associazione Figli della Shoah e della "Task Force for International Cooperation on Holocaust Education.Remambrance and Research". Il cortometraggio basato sulla testimonianza di Liliana Segre, che all'epoca della sua deportazione era una ragazzina di solo tredici anni, è un atto di accusa per l'infanzia e l'adolescenza rubata, a milioni di bambini, dal sistema criminale nazifascista. L'inizio dei titoli di coda del cronometraggio recita: «In memoria di Sissel Vogelmann (1935-1944), e di tutti gl innocenti che non sono mai tornati dai campi di sterminio».

### Letteratura d'approfondimento
- Daniel Vogelmann, Cinque piccole poesie per Sissel, La Giuntina, 1990.
- Liliana Picciotto, Il libro della memoria : gli ebrei deportati dall'Italia (1943-1945), Ugo Mursia Editore, 1991, ISBN 978-8842507796.